# هنري سميث (لاعب كرة قدم أسترالية)
هنري سميث (بالإنجليزية: Henry Smith)‏ هو لاعب كرة قدم أسترالية أسترالي، ولد في 25 أغسطس 1882، وتوفي في 25 فبراير 1957.

## وصلات خارجية
- هنري سميث على موقع AustralianFootball.com (الإنجليزية)
- هنري سميث على موقع AFLtables.com (الإنجليزية)